# Losowo (Burgas)

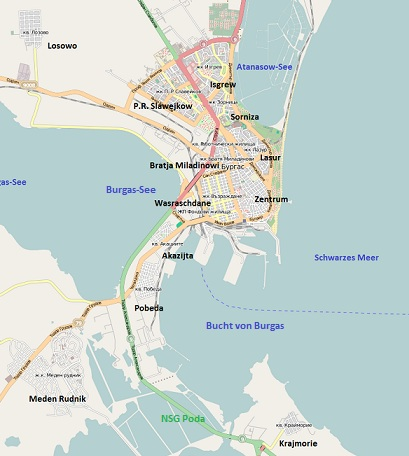
Losowo (oben links) im Stadtgebiet

Losowo (auch Lozovo geschrieben, bulgarisch Лозово, zu dt. Weindorf) ist ein vom Stadtzentrum rund 10 km entfernter Ortsteil der bulgarischen Schwarzmeerstadt Burgas. Das ehemalige Gemeindedorf hatte 1985 1146 Einwohner und wurde am 12. November 1987 Stadtteil von Burgas.
Losowo liegt im Landesinneren und hat keinen Zugang zum Schwarzen Meer. Das Viertel befindet sich ca. 4 km westlich des Stadtkerns, nördlich des Burgas-Sees. Losowo wurde 1913 von bulgarischen Flüchtlingen aus den Balkankriegen 1912/13 aus Ost- und Westthrakien (thrakische Bulgaren) und Mazedonien (makedonische Bulgaren) als Flüchtlingslager gegründet. Der Name des Ortes geht auf den Weinanbau in diesem Gebiet zurück.
In der Nähe von Losowo befinden sich das Gewerbegebiet Nord (Industrialna zona Sewer, dt. Industriezone Nord), das Gewerbegebiet Lozovo (Industrialna zona Lozowo), die Freihandelszone in Burgas und westlich LUKOIL Neftochim Burgas.